# Weiner (Arkansas)
Weiner è un comune degli Stati Uniti d'America, situato in Arkansas, nella contea di Poinsett.